# Seydou Keita (fotograf)
Seydou Keïta (1921 Bamako — 22. listopadu 2001 Paříž) byl malijský fotograf, jeden z průkopníků afrického fotografického umění.

## Život a dílo
Od dětství pracoval v rodinné truhlářské dílně, ve čtrnácti letech dostal od strýce aparát Kodak Brownie a začal se učit fotografování. V roce 1948 si otevřel v Bamaku soukromý fotografický ateliér. Věnoval se výhradně zakázkové portrétní fotografii, jeho snímky udivují technickou kvalitou (vzhledem k primitivním podmínkám, v nichž vznikaly) i svéráznou atmosférou, jsou také významnou dokumentární výpovědí o proměnách malijské společnosti: zámožnější Afričané začali ve druhé polovině 20. století napodobovat evropský životní styl, nechávali se fotografovat s motocykly, rozhlasovými přijímači a dalšími symboly luxusu. Od šedesátých let byl Keïta zaměstnán jako oficiální úřední fotograf. V roce 1977 odešel na odpočinek, což vysvětloval zejména svou nechutí k nástupu barevné fotografie.
Dílo nadaného samouka objevil kunsthistorik André Magnin, který mu v roce 1994 uspořádal velkou výstavu v pařížské Fondation Cartier pour l'art contemporain; po jejím úspěchu se staly Keïtovy fotografie žádané po celém světě, byla po něm také pojmenována hlavní cena fotografického bienále v Bamaku.